# Find You’re Here / Find You’re Gone
Find You’re Here / Find You’re Gone (englisch für ‚Stelle fest du bist hier / Stelle fest du bist weg‘) ist eine Doppel-A-Single des deutschen Synthiepop-Duos Wolfsheim. Das Stück ist die zweite Singleauskopplung aus ihrem fünften Studioalbum Casting Shadows.

## Entstehung und Artwork
Geschrieben wurde das Lied von den beiden Wolfsheim-Mitgliedern Peter Heppner und Markus Reinhardt. In Zusammenarbeit mit Andreas Herbig, der die Lieder mischte, produzierten die beiden auch die Single; als Koproduzent stand ihnen Oliver Pinelli zur Seite. Gemastert wurde die Stücke in den Hamburger Master & Servant Studios, unter der Leitung von Tom Meyer. Aufgenommen wurden die Titel durch José Alvarez-Brill, Wolfsheim (nur Gesangsaufnahmen) und Andreas Herbig (nur Musikaufnahmen) in folgenden Tonstudios: Tonofen Studio (Hamburg) und Trixx Studios (Berlin). Die Single wurde unter dem Musiklabel Strange Ways Records veröffentlicht und durch Indigo vertrieben. Auf dem grün-schwarz gehaltenen Cover der Maxi-Single ist – neben Künstlernamen und Liedtitel – eine Laubsammlung in der linken oberen Ecke, sowie die Aufschrift „Destiny“ (englisch für ‚Schicksal‘) in einem schwarzen Feld auf der linken Seite, zu sehen. Das Artwork erinnert an das dazugehörige Studioalbum Casting Shadows und stammt von den Graphischen Werken Ottensen.

## Veröffentlichung und Promotion
Die Erstveröffentlichung von Find You’re Here / Find You’re Gone erfolgte zunächst als Promo-Tonträger in Deutschland im September 2003. Die offizielle Singleveröffentlichung folge am 3. November 2003 in Deutschland, Österreich und der Schweiz. Die reguläre Maxi-Single beinhaltet neben Find You’re Here und Find You’re Gone zwei Liveaufnahmen zu Künstliche Welten und Kein zurück als B-Seite. Die Liveaufnahmen entstanden bei einem Konzert in Berlin am 29. April 2003. Als Livemusiker sind Carsten Klatte an der Gitarre und Achim Färber am Schlagzeug zu hören. Zeitgleich wurde eine limitierte Maxi-Single veröffentlicht, die aus zwei CDs bestand. Die erste CD beinhaltet eine Radioversion, eine Instrumentalversion und das Musikvideo von Find You’re Here, sowie die Liveaufnahme zu Kein zurück. Die zweite CD ist mit Find You’re Gone das Pendant zur Ersten, die Liveaufnahme wurde durch die von Künstliche Welten ersetzt. Zu weiteren Promotionzwecken wurde eine 2-Track-Single mit lediglich den beiden A-Seiten veröffentlicht.

## Hintergrund
Find You’re Here / Find You’re Gone ist eine Maxi-Single, welche als Doppel-A-Seite veröffentlicht wurde. Das Lied Find You’re Gone entstand hierbei zuerst und wurde bereits ein halbes Jahr vor der Singleveröffentlichung auf dem vorangegangenen Studioalbum Casting Shadows veröffentlicht. Das Stück Find You’re Here entstand nachträglich und ist bis heute auf keinem Album Wolfsheims zu finden.

## Inhalt
Die Liedtexte zu Find You’re Here und Find You’re Gone sind in englischer Sprache verfasst; ins Deutsche übersetzt bedeuten sie „Stelle fest du bist hier“ und „Stelle fest du bist weg“. Die Musik und der Text wurden gemeinsam von den beiden Wolfsheim-Mitgliedern Peter Heppner und Markus Reinhardt geschrieben. Musikalisch bewegen sich die Lieder im Bereich des Synthiepop. Das Tempo beträgt 120 Schläge pro Minute. Beide Lieder sind musikalisch und textlich ähnlich aufgebaut, sie weichen nur minimal voneinander ab. Eine wirkliche Trennung von Refrain und Strophe gibt es bei den Stücken nicht, sie gehen ineinander ein und ähneln sich sehr, nur einige Satzfrakmente unterscheiden sich immer wieder. Als zusätzlicher Instrumentalist ist Achim Fäber am Schlagzeug zu hören.
Inhaltlich bilden die Lieder einen Gegensatz zueinander. Während es in Find You’re Here darum geht, dass ein Mann noch mit seiner Freundin zusammenlebt, er aber nicht mehr wirklich in sie verliebt ist und nicht trauern würde, wenn die Beziehung scheitert, geht es in Find You’re Gone darum, dass der Mann über Nacht von seiner Freundin verlassen wurde und scheinbar erleichtert darüber ist, nicht selbst den Schlussstrich ziehen zu müssen.
| “When I wake up, I find you’re here. I should feel joy, but I am not even near.” – Originalauszug (Find You’re Here) | „Wenn ich aufwache, stelle ich fest, dass du hier bist. Ich sollte Freude fühlen, aber ich bin nichtmal nah dran.“ – Übersetzung (Find You’re Here)    |
| “When I wake up, I find you’re gone. There should be grief, but I feel none.” – Originalauszug (Find You’re Gone)    | „Wenn ich aufwache, stelle ich fest, dass du nicht hier bist. Ich sollte Trauer empfinden, aber ich verspüre nichts.“ – Übersetzung (Find You’re Gone) |

## Musikvideo
Das Musikvideo beginnt mit dem Teil zu Find You’re Here. Anfangs sind Heppner und Reinhardt auf einem Sofa sitzend, in einer kleinen Mietwohnung, zu sehen. Gleich zu Beginn erhebt sich Reinhardt von dieser und verlässt die Wohnung. Sobald Reinhardt die Wohnung verlassen hat, kommt ein Team von Heimwerkern herein und beginnt mit einer Renovierung ebendieser. Am Abend feiern die Heimwerker eine After-Work-Party und stellen die Wohnung am nächsten Tag fertig. Zuletzt kommt eine Frau in die Wohnung und stellt einen Stuhl in die Mitte des Raumes, damit sich Heppner auf diesen setzen kann. Nachdem er sich gesetzt hat, beginnt der Teil zu Find You’re Gone. Hier erhebt sich Heppner gleich wieder zu Beginn. Die Frau, die ihm zuvor den Stuhl brachte, ist nun verärgert, beginnt zu randalieren und verlässt die Wohnung. Wieder erscheinen die Heimwerker und beginnen damit die Wohnung erneut zu renovieren. Diesmal wird das Apartment jedoch zu einem asiatischen Restaurant umgebaut. Hier ist gegen Ende wieder Reinhardt als Gast zu sehen, zu dem sich Heppner gesellt und die beiden ein Essen bestellen. Während des gesamten Videos ist Heppner immer im Vordergrund, wie er das Lied singt, zu sehen. Die Gesamtlänge des Videos beträgt 7:19 Minuten. Regie führte Nicholas J. Schofield. Produziert wurde das Musikvideo von der QFilmproduktion. Bis heute zählt das Video über 3,7 Millionen Aufrufe bei YouTube (Stand: März 2021).

## Mitwirkende
| Liedproduktion - José Alvarez-Brill: Tonmeister (Gesang) - Achim Fäber: Schlagzeug - Peter Heppner: Gesang, Komponist, Liedtexter, Musikproduzent, Tonmeister (Gesang) - Andreas Herbig: Abmischung, Musikproduzent, Tonmeister (Musik) - Tom Meyer: Mastering - Oliver Pinelli: Koproduzent - Markus Reinhardt: Keyboard, Komponist, Liedtexter, Musikproduzent, Tonmeister (Gesang) Musikvideo - Karsten Danch: 1. Kameraassistent - Nicolaus Herrmann: 2. Kameraassistent - Fabian Hothan: Kameramann - Hans-Werner Huhnke: Oberbeleuchter - Nicholas J. Schofield: Regisseur | Unternehmen - Graphische Werke Ottensen: Artwork (Cover) - Indigo: Vertrieb - Master & Servant: Mastering - QFilmproduktion: Filmproduzent - Strange Ways Records: Musiklabel - Tonofen Studio: Tonstudio - Trixx Studios: Tonstudio |

## Chartplatzierungen
Find You’re Here / Find You’re Gone erreichte in Deutschland Rang 23 der Singlecharts und konnte sich elf Wochen in den Charts platzieren. In Österreich erreichte die Single in zwei Chartwochen mit Rang 73 seine höchste Chartnotierung. Ein Charteintritt in der Schweizer Hitparade blieb bis heute verwehrt. Für Wolfsheim ist dies der fünfte Charterfolg in Deutschland sowie der einzige in Österreich.
Für Heppner als Komponist ist dies der siebte Charterfolg in Deutschland sowie nach Die Flut der zweite in Österreich. Als Liedtexter ist es sein neunter Charterfolg in Deutschland sowie nach Die Flut und Dream of You sein dritter in Österreich. Als Musikproduzent ist es sein vierter Charterfolg in Deutschland und sein einziger in Österreich. Für Reinhardt ist Find You’re Here / Find You’re Gone als Komponist und Liedtexter jeweils der sechste Charterfolg in Deutschland sowie der einzige in Österreich. Als Musikproduzent ist es sein vierter Charterfolg in Deutschland sowie ebenfalls der einzige in Österreich.